# Pago Youth
O Pago Youth é um clube de futebol localizado em Pago Pago, Samoa Americana. 
Em 2014, o time não registrou um elenco um elenco à FFAS, tendo de disputar a segunda divisão nacional no ano seguinte.

## Títulos
- FFAS National League: 2008,[2] 2010,[2] 2011,[2] 2012,[2] 2016,[2] 2017,[2] 2018[2]